# Liga Mayor de Fútbol Aficionado Primera Categoría
La Liga Mayor de Fútbol Aficionado Primera Categoría El Salvador son los torneos regionales fútbol a nivel de clubes en el cuarto nivel profesional más importante de El Salvador, la cual es organizada por la Federación Salvadoreña de Fútbol.

## Formato
El torneo lo componen equipos de las 14 Asociaciones Departamentales de Fútbol Aficionado (ADFA), los cuales son divididos en diferentes grupos ,en donde los campeones departamentales pelean los ascensos por zona a tercera división profesional y los que obtienen el peor rendimiento descienden a Liga Mayor de Fútbol Aficionado Segunda Categoría o en su defecto pierden el status federado y se quedan a participar en competiciones municipales o vecinales los cuales no son reconocidos por la   Federación Salvadoreña de Fútbol.

## Participantes

### Asociación Departamentales de Fútbol Aficionado Ahuachapan
| Equipo                    | Localidad                   | Municipio  |
| ------------------------- | --------------------------- | ---------- |
| CD CAMPESTRE              | AHUACHAPAN                  | AHUACHAPAN |
| CD VENCEDOR               | PUERTAS NEGRAS,LA MONTAÑITA | AHUACHAPAN |
| PORTEÑO FC                | PUERTAS NEGRAS,LA MONTAÑITA | AHUACHAPAN |
| CD VICTORIA 11 MUNICIPAL  | PALO PIQUE                  | AHUACHAPAN |
| CD POR SIEMPRE AMIGOS     | APANECA                     | APANECA    |
| ESCUELA DE FUTBOL APANECA | APANECA                     | APANECA    |
| SANTA RITA FC             | SANTA RITA                  | ATIQUIZAYA |
| AD TORINO                 | TURIN                       | TURIN      |
| CD JUVENTUS               | TURIN                       | TURIN      |
| NAPOLI FCT                | TURIN                       | TURIN      |

#### Asociación Departamentales de Fútbol Aficionado SANTA ANA
Grupo A
| Equipo                     | Localidad               | Municipio                 |
| -------------------------- | ----------------------- | ------------------------- |
| CD EL ANGEL                | SANTA ANA               | SANTA ANA                 |
| SANTA ANA FÚTBOL CLUB      | SANTA ANA               | SANTA ANA                 |
| CD ESCUELA NO A LAS DROGAS | SANTA ANA               | SANTA ANA                 |
| CD GUADALUPANO             | CASAS DE TEJA           | CANDELARIA DE LA FRONTERA |
| CD FLOR DE CAFÉ            | LA CRIBA                | CANDELARIA DE LA FRONTERA |
| CD LA CRIBA                | LA CRIBA                | CANDELARIA DE LA FRONTERA |
| CD Texis                   | Santa Ana               | Texistepeque              |
| CD SAN JOSE EL TABLON      | EL TABLON               | SAN ANTONIO PAJONAL       |
| SANTIAGUEÑO FC             | SANTIAGO DE LA FRONTERA | SANTIAGO DE LA FRONTERA   |

#### Grupo B
| Equipo                  | Localidad                               | Municipio                 |
| ----------------------- | --------------------------------------- | ------------------------- |
| Colonial Fc             | SANTA ANA                               | Texistepeque              |
| CD ATLETICO SANDOVAL    | EL PARAISO,LOS APOYOS                   | SANTA ANA                 |
| CD SAN JOSE JR          | ALDEA BOLAÑOS,CANDELARIA DE LA FRONTERA | CANDELARIA DE LA FRONTERA |
| CD ONCE LOBOS           | CHALCHUAPA                              | CHALCHUAPA                |
| CD EL ROJO              | EL COCO                                 | CHALCHUAPA                |
| GUIJA FC                | CASERIO EL DESAGUE,BELEN GUIJAT         | METAPAN                   |
| CD FUERTE SAN SEBASTIAN | SAN SEBASTIAN SALITRILLO                | SAN SEBASTIAN SALITRILLO  |
| GENIUS SOCCER ACADEMY   | CIUDAD ARCE                             | CIUDAD ARCE, LA LIBERTAD  |

#### Asociación Departamentales de Fútbol Aficionado SONSONATE
Grupo A
| Equipo                       | Localidad             | Municipio               |
| ---------------------------- | --------------------- | ----------------------- |
| CD SALVADOREÑO               | ARMENIA               | ARMENIA                 |
| JUVENTUD ARMENIENSE          | ARMENIA               | ARMENIA                 |
| ESCUELA DE FUTBOL DE ARMENIA | ARMENIA               | ARMENIA                 |
| JUVENTUD EL CARMEN           | CALUCO                | CALUCO                  |
| ATLETICO CALUCO              | CALUCO                | CALUCO                  |
| CD CUISNAHUAT                | CUISNAHUAT            | CUISNAHUAT              |
| FARO DEL PACIFICO            | IZALCO                | IZALCO                  |
| CD AMERICA                   | EL SUNZA              | IZALCO                  |
| ESCUELA DE FUTBOL AMERICA JR | EL SUNZA              | IZALCO                  |
| JUVENTUD VENDAVAL            | SAN ISIDRO            | IZALCO                  |
| ESCUELA DE FUTBOL SAN ISIDRO | SAN ISIDRO            | IZALCO                  |
| SID MUNICIPAL                | SANTA ISABEL ISHUATAN | SANTA ISABEL ISHUATAN   |
| C.D. Chaguite                | Chaguite Mozan        | Chaguite , San Saivador |
| CD Toros FC                  | Usulutan              | Usulutan , San Saivador |

Grupo B

| Equipo                                    | Localidad                  | Municipio                          |
| ----------------------------------------- | -------------------------- | ---------------------------------- |
| CD FUERTE FRONTERIZO                      | GUAYAPA ABAJO              | JUJUTLA, AHUACHAPAN                |
| CD PUENTE ARCE                            | EL JOCOTILLO               | SAN FRANCISCO MENENDEZ, AHUACHAPAN |
| REAL PUXTLECO                             | SAN PEDRO PUXTLA           | SAN PEDRO PUXTLA, AHUACHAPAN       |
| BALSAMAR FC                               | LOT. EL BALSAMAR,SONSONATE | SONSONATE                          |
| ATLETICO MIRAVALLES                       | MIRAVALLES                 | SONSONATE                          |
| ESCUELA DE FÚTBOL LOS LAURELES            | ACAJUTLA                   | ACAJUTLA                           |
| CD ACAXUAL                                | ACAJUTLA                   | ACAJUTLA                           |
| CD ACAJUTLA                               | ACAJUTLA                   | ACAJUTLA                           |
| CD EL SUNZA                               | EL SUNCITA                 | ACAJUTLA                           |
| AD METALIO                                | METALIO                    | ACAJUTLA                           |
| FC ASPIRANTES JUNIOR                      | EL PEÑON,METALIO           | ACAJUTLA                           |
| ESCUELA DE FUTBOL MIGUEL ALBERTO MARTINEZ | APANCOYO                   | CUISNAHUAT                         |
| AD SAN CARLOS                             | LA UNION                   | JUAYUA                             |
| SALCOATITAN MUNICIPAL                     | SALCOATITAN                | SALCOATITAN                        |
| ATLANTA FC                                | SONZACATE                  | SONZACATE                          |

Asociación Departamentales de Fútbol Aficionado LA LIBERTAD
Grupo A
| Equipo                   | Localidad          | Municipio             |
| ------------------------ | ------------------ | --------------------- |
| CD ATLETICO EL TINTERAL  | EL TINTERAL        | COATEPEQUE, SANTA ANA |
| ARCENCE MUNICIPAL        | CIUDAD ARCE        | CIUDAD ARCE           |
| SANTA ROSA FC            | SANTA ROSA         | CIUDAD ARCE           |
| UD SANTOS                | SANTA ROSA         | CIUDAD ARCE           |
| CD ATLETICO ZAPOTICAN    | ZAPOTITAN          | CIUDAD ARCE           |
| ATLETICO COLON           | COLON              | COLON                 |
| CD INCA                  | ENTRE RIOS         | COLON                 |
| JAYAQUE FC               | JAYAQUE            | JAYAQUE               |
| CD CURAZAO               | CURAZAO,LAS FLORES | JAYAQUE               |
| CD FUNDACION SAN ANDRES  | SAN JUAN OPICO     | OPICO                 |
| CD FAS                   | LOMAS DE SANTIAGO  | OPICO                 |
| UNION DEPORTIVA COLONIAL | SITIO DEL NIÑO     | OPICO                 |
| ADET MUNICIPAL           | EL TRANSITO        | TALNIQUE              |
| TEPECOYO FC              | TEPECOYO           | TEPECOYO              |

Grupo B
| Equipo                    | Localidad                              | Municipio     |
| ------------------------- | -------------------------------------- | ------------- |
| CD JUVENTUD INDEPENDIENTE | SAN JUAN OPICO                         | OPICO         |
| CD LA CRUZ                | LLANO LAS COFRADIAS,SAN JUAN OPICO     | OPICO         |
| CD X-9 JR                 | EL MATAZANO                            | OPICO         |
| CD AMATENCE               | LOS AMATES                             | OPICO         |
| CD LOS BAJIOS             | LOS BAJIOS,MINAS DE PLOMO              | OPICO         |
| CD OPICO SAN FELIPE       | SAN FELIPE                             | OPICO         |
| ATLETICO SAN FELIPE       | SAN FELIPE                             | OPICO         |
| CD HALCONES               | VALLE NUEVO,SAN NICOLAS LA ENCARNACION | OPICO         |
| CD ATLETICO TEHUICHO      | TEHUICHO                               | OPICO         |
| QUEZALTEPEQUE FC          | QUEZALTEPEQUE                          | QUEZALTEPEQUE |
| CD RENACI MIENTO          | QUEZALTEPEQUE                          | QUEZALTEPEQUE |
| CD ATAPASCO               | HDA, ATAPASCO,PUENTE                   | QUEZALTEPEQUE |
| CD LIBERTAD               | SAN MATIAS                             | SAN MATIAS    |

Grupo C
| Equipo             | Localidad                            | Municipio |
| ------------------ | ------------------------------------ | --------- |
| CD JARDINES        | COLON                                | COLON     |
| SAPRISSA FC        | BOTONCILLAL                          | COLON     |
| CD ESTRELLA BLANCA | COL. LAS VICTORIAS,SAN JUAN OPICO    | OPICO     |
| CD GUADALUPE       | VILLA TZUCHI,CHANMICO                | OPICO     |
| CD RACING          | JABALINCITO,EL JABALI                | OPICO     |
| CD X-9             | EL MATAZANO                          | OPICO     |
| CD JOYA DE CEREN   | JOYA DE CEREN                        | OPICO     |
| CD LAS DELICIAS    | LAS DELICIAS                         | OPICO     |
| CD LAS GRANADILLAS | LAS GRANADILLAS                      | OPICO     |
| CD MONTERREY       | SAN NICOLAS LA ENCARNACION           | OPICO     |
| CD NUEVO SITIO     | SITIO DEL NIÑO                       | OPICO     |
| CD ATLAS           | SITIO GRANDE                         | OPICO     |
| ADET JR            | LOTIF. RIO ABAJO,SAN JOSE LOS SITIOS | TALNIQUE  |
| CADEJO BLANCO FC   | EL SUNZAL                            | TAMANIQUE |

Asociación Departamentales de Fútbol Aficionado SAN SALVADOR
Grupo A
| Equipo                     | Localidad                       | Municipio  |
| -------------------------- | ------------------------------- | ---------- |
| CSD VENDAVAL               | APOPA                           | APOPA      |
| EL ANGEL FC                | EL ANGEL                        | APOPA      |
| EL PAISNAL MUNICIPAL FC    | EL PAISNAL                      | EL PAISNAL |
| CD EL PAISNAL              | EL PAISNAL                      | EL PAISNAL |
| ADI LAS GARCITAS           | Cas.Las Garcitas,POTRERO GRANDE | EL PAISNAL |
| ESCUELA MUNICIPAL GUAZAPAN | GUAZAPA                         | GUAZAPA    |
| CD SAN CRISTOBAL           | SAN CRISTOBAL                   | GUAZAPA    |
| AD MIDES                   | HDA.MAPILAPA,CAMOTEPEQUE        | NEJAPA     |
| CD FUERTE MAPILAPA         | HDA.MAPILAPA,CAMOTEPEQUE        | NEJAPA     |
| SAN JERONIMO FC            | SAN JERONIMO LOS PLANES         | NEJAPA     |
| TUTULTEPEQUE FC            | TUTULTEPEQUE                    | NEJAPA     |

Grupo B
| Equipo                   | Localidad                                | Municipio                      |
| ------------------------ | ---------------------------------------- | ------------------------------ |
| REAL ANTIGUO CUSCATLAN   | ANTIGUO CUSCATLAN                        | ANTIGUO CUSCATLAN, LA LIBERTAD |
| CD UES                   | SAN SALVADOR                             | SAN SALVADOR                   |
| JUVENTUD OLIMPICA        | SAN SALVADOR                             | SAN SALVADOR                   |
| ATLETICO MARTE           | SAN SALVADOR                             | SAN SALVADOR                   |
| AMIGOS DE CRISTO         | SAN SALVADOR                             | SAN SALVADOR                   |
| CD EL TIGRE Y SUS AMIGOS | SAN SALVADOR / AYUTUXTEPEQUE / MEJICANOS | SAN SALVADOR                   |
| FUNDACION BALBOA         | PLANES DE RENDEROS                       | SAN SALVADOR                   |
| CD SAN JERONIMO          | SAN JERONIMO LOS PLANES                  | NEJAPA                         |
| CD BALBOA                | PLANES DE RENDEROS                       | PANCHIMALCO                    |
| SAN MARCOS MUNICIPAL     | SAN MARCOS                               | SAN MARCOS                     |
| MUNICIPAL SANTIAGUEÑO    | SANTIAGO TEXACUANGOS                     | SANTIAGO TEXACUANGOS           |

Grupo C
| Equipo             | Localidad                 | Municipio      |
| ------------------ | ------------------------- | -------------- |
| ZEUS FC            | DELGADO                   | CIUDAD DELGADO |
| CD ILOPANECO       | ILOPANGO                  | ILOPANGO       |
| AD MEJICANOS       | MEJICANOS                 | MEJICANOS      |
| JUVENTUD MAPILAPA  | HDA.MAPILAPA,CAMOTEPEQUE  | NEJAPA         |
| CD EL LLANO        | CAS. EL LLANO,CAMOTEPEQUE | NEJAPA         |
| CD INDIOS          | PANCHIMALCO               | PANCHIMALCO    |
| GENIOS DEL BALON   | SOYAPANGO                 | SOYAPANGO      |
| CD MARTE SOYAPANGO | SOYAPANGO                 | SOYAPANGO      |
| FC LOS ANGELES     | SOYAPANGO                 | SOYAPANGO      |
| SOYAPANGO FC       | SOYAPANGO                 | SOYAPANGO      |
| VILLA ALEGRE FC    | SOYAPANGO                 | SOYAPANGO      |

Asociación Departamentales de Fútbol Aficionado CHALATENANGO
Grupo A
| Equipo               | Localidad                | Municipio        |
| -------------------- | ------------------------ | ---------------- |
| CD LA PALMA          | LA PALMA                 | LA PALMA         |
| CD EL TRANSITO       | BO. EL TRANSITO,LA PALMA | LA PALMA         |
| AD EL GRAMAL         | EL GRAMAL                | LA PALMA         |
| CD ZEUS              | LA REINA                 | LA REINA         |
| CD ATLETICO JR       | LA REINA                 | LA REINA         |
| CD EL TIGRE          | EL TIGRE                 | LA REINA         |
| CD TITANES JR        | CAS. LABRANZA,CHILAMATES | NUEVA CONCEPCION |
| CD FUERTE SANTA ROSA | SANTA ROSA               | NUEVA CONCEPCION |
| CD SANTA FE          | CAS.TEPEAGUA,SANTA ROSA  | NUEVA CONCEPCION |
| CD SAN IGNACIO       | SAN IGNACIO              | SAN IGNACIO      |
| CD SANTO TOMAS       | TEJUTLA                  | TEJUTLA          |
| CD EL SALITRE        | EL SALITRE               | TEJUTLA          |

Grupo B
| Equipo                       | Localidad                  | Municipio                |
| ---------------------------- | -------------------------- | ------------------------ |
| ATLETICO COMALAPA            | COMALAPA                   | COMALAPA                 |
| CD NUEVA JUVENTUD            | CONCEPCION QUEZALTEPEQUE   | CONCEPCION QUEZALTEPEQUE |
| CD SANTA BARBARA             | SANTA BARBARA              | EL PARAISO               |
| CD LA ANGOSTURA              | LA ANGOSTURA,SANTA BARBARA | EL PARAISO               |
| CD ATLETICO BUENA VISTA      | CAS. LABRANZA,CHILAMATES   | NUEVA CONCEPCION         |
| CD MORAZAN                   | SAN FRANCISCO MORAZAN      | SAN FRANCISCO MORAZAN    |
| CD LOS GUARDADOS             | LOS GUARDADOS              | SAN MIGUEL DE MERCEDES   |
| CD RENOVACION                | OJOS DE AGUA               | SAN RAFAEL               |
| CD FUERTE SAN ANTONIO        | SAN ANTONIO BUENAVISTA     | SAN RAFAEL               |
| ESCUELA MUNICIPAL SANTA RITA | SANTA RITA                 | SANTA RITA               |
| ESCUELA MUNICIPAL EL SOL     | SAN NICOLAS PIEDRAS GORDAS | SANTA RITA               |
| CD TALLERES JR               | ALDEITA                    | TEJUTLA                  |

Grupo C
| Equipo                                 | Localidad                   | Municipio               |
| -------------------------------------- | --------------------------- | ----------------------- |
| ESCUELA DEPORTIVA MUNICIPAL DE ARCATAO | ARCATAO                     | ARCATAO                 |
| CD 11 HALCONES                         | GUACHIPILIN                 | COMALAPA                |
| FC AGUILAS DEL NORTE                   | TIERRA COLORADA,GUACHIPILIN | COMALAPA                |
| ATLETICO JAGUARES                      | EL CARRIZAL                 | EL CARRIZAL             |
| LEONES FC                              | LA LAGUNA                   | LA LAGUNA               |
| FC LAS FLORES                          | LAS FLORES                  | LAS FLORES              |
| CD NOMBRE DE JESUS                     | NOMBRE DE JESUS             | NOMBRE DE JESUS         |
| CD NUEVA TRINIDAD                      | NUEVA TRINIDAD              | NUEVA TRINIDAD          |
| ESCUELA DE FUTBOL LOS RANCHOS          | SAN ANTONIO LOS RANCHOS     | SAN ANTONIO LOS RANCHOS |
| ESCUELA DE FUTBOL SAN FRANCISCO LEMPA  | SAN FRANCISCO LEMPA         | SAN FRANCISCO LEMPA     |
| CD SAN ANTONIO                         | SAN ANTONIO BUENAVISTA      | SAN RAFAEL              |

Asociación Departamentales de Fútbol Aficionado LA PAZ
Grupo A
| Equipo                 | Localidad                          | Municipio            |
| ---------------------- | ---------------------------------- | -------------------- |
| CD LOMBARDIA           | EL AMATE                           | ZACATECOLUCA         |
| CD VENCEDOR JR         | LA LUCHA                           | ZACATECOLUCA         |
| CD ORION               | SAN JOSE LA MONTAÑA                | ZACATECOLUCA         |
| CD AGUILAS MARINAS     | EL PICHICHE,SAN JOSE LA MONTANA    | ZACATECOLUCA         |
| CD JUVENTUD LA PEDRERA | COM. MAYRA,SAN MARCOS DE LA CRUZ   | ZACATECOLUCA         |
| CD SAN MARCOS          | SAN MARCOS DE LA CRUZ              | ZACATECOLUCA         |
| CD VENADOS DEL PLAYON  | CAS. EL PLAYON,SAN RAMON GRIFAL    | TECOLUCA,SAN VICENTE |
| SANTA CRUZ FC          | SANTA CRUZ PORRILLO,SANTA CRUZ     | TECOLUCA,SAN VICENTE |
| CD VAQUERANO           | CRUZADILLA DE VAQUERANO,SANTA CRUZ | TECOLUCA,SAN VICENTE |
| CD SAN CRISTOBAL       | CAS. SAN CRISTOBAL,SANTA CRUZ      | TECOLUCA,SAN VICENTE |
| CD HALCONES            | CAS. EL GAVILAN,SANTA CRUZ         | TECOLUCA,SAN VICENTE |

Grupo B
| Equipo                 | Localidad                          | Municipio            |
| ---------------------- | ---------------------------------- | -------------------- |
| CD LOMBARDIA           | EL AMATE                           | ZACATECOLUCA         |
| CD VENCEDOR JR         | LA LUCHA                           | ZACATECOLUCA         |
| CD ORION               | SAN JOSE LA MONTAÑA                | ZACATECOLUCA         |
| CD AGUILAS MARINAS     | EL PICHICHE,SAN JOSE LA MONTANA    | ZACATECOLUCA         |
| CD JUVENTUD LA PEDRERA | COM. MAYRA,SAN MARCOS DE LA CRUZ   | ZACATECOLUCA         |
| CD SAN MARCOS          | SAN MARCOS DE LA CRUZ              | ZACATECOLUCA         |
| CD VENADOS DEL PLAYON  | CAS. EL PLAYON,SAN RAMON GRIFAL    | TECOLUCA,SAN VICENTE |
| SANTA CRUZ FC          | SANTA CRUZ PORRILLO,SANTA CRUZ     | TECOLUCA,SAN VICENTE |
| CD VAQUERANO           | CRUZADILLA DE VAQUERANO,SANTA CRUZ | TECOLUCA,SAN VICENTE |
| CD SAN CRISTOBAL       | CAS. SAN CRISTOBAL,SANTA CRUZ      | TECOLUCA,SAN VICENTE |
| CD HALCONES            | CAS. EL GAVILAN,SANTA CRUZ         | TECOLUCA,SAN VICENTE |

Grupo C
| Equipo                              | Localidad                             | Municipio            |
| ----------------------------------- | ------------------------------------- | -------------------- |
| CD ANABELLA                         | COL. ANABELLA,ZACATECOLUCA            | ZACATECOLUCA         |
| CD TORINO                           | EL NILO,LAS TABLAS                    | ZACATECOLUCA         |
| CD VALLADOLID                       | EL NILO,LAS TABLAS                    | ZACATECOLUCA         |
| CD SAN JOSECITO                     | SAN JOSECITO                          | ZACATECOLUCA         |
| ESCUINTLA JUVENIL                   | HDA.ESCUINTLA,TIERRA BLANCA           | ZACATECOLUCA         |
| CD NUEVO RENACIMIENTO               | HDA.ESCUINTLA, EL COCAL,TIERRA BLANCA | ZACATECOLUCA         |
| CD NEO PIPIL                        | SAN JUAN NONUALCO                     | SAN JUAN NONUALCO    |
| CD ESCUELA MUNICIPAL LOS ZACATILLOS | LOS ZACATILLOS                        | SAN JUAN NONUALCO    |
| AD SAN RAFAEL                       | SAN RAFAEL OBRAJUELO                  | SAN RAFAEL OBRAJUELO |
| CD MARACANA                         | SAN RAFAEL OBRAJUELO                  | SAN RAFAEL OBRAJUELO |
| CD LA PALMA                         | LA PALMA                              | SAN RAFAEL OBRAJUELO |
| CD VENCEDOR                         | SAN PEDRO MARTIR                      | SAN RAFAEL OBRAJUELO |

Grupo D
| Equipo                | Localidad                            | Municipio          |
| --------------------- | ------------------------------------ | ------------------ |
| CD MINEIRO            | CAS. OJO DE AGUA,EL PEDREGAL         | EL ROSARIO         |
| CD NAHUALAPA          | CAS.NAHUALAPA,EL PEDREGAL            | EL ROSARIO         |
| CD SANTA TERESA       | PARAISO DE OSORIO                    | PARAISO DE OSORIO  |
| NONUALCO FC           | SAN PEDRO NONUALCO                   | SAN PEDRO NONUALCO |
| CD ATLAS              | SANTIAGO NONUALCO                    | SANTIAGO NONUALCO  |
| CD SANTIAGUEÑO        | SANTIAGO NONUALCO                    | SANTIAGO NONUALCO  |
| CD SANTANDER          | LOTIF. SANTANDER,CONCEPCION JALPONGA | SANTIAGO NONUALCO  |
| CD ONCE AGRICULTORES  | HOJA DE SAL,EL SAUCE                 | SANTIAGO NONUALCO  |
| CD MONTERREY JR       | JALPONGUITA                          | SANTIAGO NONUALCO  |
| ATLETICO SAN ANTONIO  | COMAPA,LAS GUARUMAS                  | SANTIAGO NONUALCO  |
| CD HURACAN JR         | SAN JOSE ABAJO                       | SANTIAGO NONUALCO  |
| CD FUERTE SAN JOSE    | SAN JOSE ARRIBA                      | SANTIAGO NONUALCO  |
| ATLETICO SAN JOSECITO | SAN JOSE LOMA                        | SANTIAGO NONUALCO  |

Grupo E
| Equipo                  | Localidad                                      | Municipio             |
| ----------------------- | ---------------------------------------------- | --------------------- |
| CD BUFALO JR            | HDA. SAN FELPE,EL ROSARIO                      | EL ROSARIO            |
| CD SAN JOSE EL PEDREGAL | EL PEDREGAL                                    | EL ROSARIO            |
| CD ALACRAN              | EL PEDREGAL                                    | EL ROSARIO            |
| CD CAUCA                | CAS.CAUCA,EL PEDREGAL                          | EL ROSARIO            |
| CD AZUL Y BLANCO        | EL ESCOBAL                                     | SAN LUIS LA HERRADURA |
| FC GUADALUPANO          | GUADALUPE LA ZORRA                             | SAN LUIS LA HERRADURA |
| CD AGUILAS MARINAS      | SAN ANTONIO LOS BLANCOS                        | SAN LUIS LA HERRADURA |
| SANTA EMILIA FC         | COL. SANTA EMILIA,LAS ISLETAS                  | SAN PEDRO MASAHUAT    |
| CD RIVERAS DEL MAR      | CAS. LOS NOVILLOS,LAS ISLETAS                  | SAN PEDRO MASAHUAT    |
| JHL                     | HDA. TIHUILOCOYO, CAS. LA TEQUERA,LAS GUARUMAS | SANTIAGO NONUALCO     |
| UDEP FC                 | SAN FRANCISCO EL PORFIADO                      | SANTIAGO NONUALCO     |
| VENCEDOR SANTA RITA     | SANTA RITA ALMENDRO                            | SANTIAGO NONUALCO     |

Grupo F
| Equipo           | Localidad                              | Municipio                         |
| ---------------- | -------------------------------------- | --------------------------------- |
| MELARA FC        | MELARA                                 | PUERTO DE LA LIBERTAD,LA LIBERTAD |
| FC ROSARENCE     | EL ROSARIO                             | EL ROSARIO                        |
| FC JIBOA         | COM, PUENTE VIEJO,EL ROSARIO           | EL ROSARIO                        |
| SANTO TOMAS FC   | HDA. SANTO TOMAS,SANTO TOMAS           | OLOCUILTA                         |
| VALENCIA FC      | EL CHAGUITON,SAN LUIS                  | SAN LUIS TALPA                    |
| ATLAS JR         | AMATECAMPO                             | SAN LUIS TALPA                    |
| HALCONES FC      | LOTIF. EL MARISCAL,NUEVO EDEN          | SAN LUIS TALPA                    |
| BENFICA FC       | HDA. SANTA CLARA,SAN FRACISCO AMATEPEC | SAN LUIS TALPA                    |
| ATLETICO FAL     | TECUALUYA                              | SAN LUIS TALPA                    |
| CD EVEREST       | BARAHONA                               | SAN PEDRO MASAHUAT                |
| PUMAS DEL JIBOA  | EL ACHIOTAL                            | SAN PEDRO MASAHUAT                |
| JUVENTUD ASTORIA | HDA. ASTORIA,LAS FLORES                | SAN PEDRO MASAHUAT                |

Asociación Departamentales de Fútbol Aficionado SAN VICENTE
Grupo A
| Equipo              | Localidad                        | Municipio              |
| ------------------- | -------------------------------- | ---------------------- |
| JUVENTUD PENIEL     | BO. CONCEPCION,SAN VICENTE       | SAN VICENTE            |
| FUNDESAR            | COL.LOS ANGELES,SAN VICENTE      | SAN VICENTE            |
| CD SAN EMIGDIO      | SAN EMIGDIO EL TABLON            | GUADALUPE              |
| ZARAGOZA FC         | SAN CAYETANO ISTEPEQUE           | SAN CAYETANO ISTEPEQUE |
| CD ESTRELLA ROJA    | CANDELARIA ARRIBA,CANDELARIA     | SAN CAYETANO ISTEPEQUE |
| CD AVANTE           | SAN ILDEFONSO                    | SAN ILDEFONSO          |
| ATLETICO DIVISADERO | CAS. DEVISADERO,CANDELARIA LEMPA | SAN ILDEFONSO          |
| CD LOS CUBIAS       | CAS. LOS CUBIAS,LA CRUZ          | SAN LORENZO            |
| CD FUERTE VERACRUZ  | TECOLUCA                         | TECOLUCA               |
| ATLETICO VERAPAZ    | VERAPAZ                          | VERAPAZ                |
| HURACAN FC          | MOLINEROS                        | VERAPAZ                |

Grupo B
| Equipo         | Localidad                                 | Municipio              |
| -------------- | ----------------------------------------- | ---------------------- |
| GUADALUPE FC   | GUADALUPE                                 | GUADALUPE              |
| CD SESA        | VISTA AL VOLCAN,SAN ANTONIO LOS RANCHOS   | GUADALUPE              |
| CRIBURCIA      | COL. LA ENTREVISTA,SAN CAYETANO ISTEPEQUE | SAN CAYETANO ISTEPEQUE |
| CD TEHUACAN    | COL. TEHUACAN,EL ARCO                     | TECOLUCA               |
| CD MARTE       | TEPETITAN                                 | TEPETITAN              |
| ANTEPET FC     | BO. ANTIGUO TEPETITAN,TEPETITAN           | TEPETITAN              |
| SAN ISIDRO FC  | SAN ISIDRO                                | VERAPAZ                |
| CD CRUZEIRO    | CANDELARIA ABAJO,CANDELARIA               | SAN CAYETANO ISTEPEQUE |
| CD SINAI       | CAS,MONTE SINAI,EL ARCO                   | TECOLUCA               |
| CD SAN ANTONIO | SAN ILDEFONSO                             | SAN ILDEFONSO          |

Asociación Departamentales de Fútbol Aficionado MORAZÁN
Grupo A
| Equipo                   | Localidad                              | Municipio              |
| ------------------------ | -------------------------------------- | ---------------------- |
| CD SANTA CLARA           | COL. LAS FLORES,SAN FRANCISCO (GOTERA) | SAN FRANCISCO (GOTERA) |
| CD REAL MORAZAN          | COL, MORAZAN,SAN FRANCISCO (GOTERA)    | SAN FRANCISCO (GOTERA) |
| SAN JOSE FC              | COL. SAN JOSE,SAN FRANCISCO (GOTERA)   | SAN FRANCISCO (GOTERA) |
| CD VISTA HERMOSA         | SAN FRANCISCO (GOTERA)                 | SAN FRANCISCO (GOTERA) |
| CD MAGDALENA             | CHILANGA                               | CHILANGA               |
| CD FUERTE HURACAN        | GUATAJIAGUA                            | GUATAJIAGUA            |
| ATLETICO JUVENIL         | LOS ALMENDROS,LOLOTIQUILLO             | LOLOTIQUILLO           |
| SAN FRANCISCO COROBAN FC | LOLOTIQUILLO                           | LOLOTIQUILLO           |
| CHAGUITE FC              | GUALINDO                               | LOLOTIQUILLO           |
| CD REAL SOCIEDAD         | SOCIEDAD                               | SOCIEDAD               |

Grupo B
| Equipo                | Localidad                 | Municipio           |
| --------------------- | ------------------------- | ------------------- |
| CD INDEPENDIENTE      | SAN ISIDRO                | SAN ISIDRO, CABAÑAS |
| CD MONTERREY          | SAN ISIDRO                | SAN ISIDRO, CABAÑAS |
| CD PIPIL              | CACAOPERA                 | CACAOPERA           |
| CD BUENOS AIRES       | OSICALA                   | OSICALA             |
| CD BORUSSIA           | AGUA ZARCA                | OSICALA             |
| FLOR DE CAFÉ FC       | CAS. EL TABLON,AGUA ZARCA | OSICALA             |
| CD BOILLAT            | SAN SIMON                 | SAN SIMON           |
| CD REAL SAN FRANCISCO | SAN SIMON                 | SAN SIMON           |
| CD SIN FRONTERAS      | SAN SIMON                 | SAN SIMON           |
| ATLETICO SAN SIMON    | SAN SIMON                 | SAN SIMON           |

Grupo C
| Equipo                  | Localidad                  | Municipio                         |
| ----------------------- | -------------------------- | --------------------------------- |
| SAN DIEGO FC            | SAN DIEGO                  | SAN ANTONIO DEL MOSCO, SAN MIGUEL |
| CACAOPERA FC            | CACAOPERA                  | CACAOPERA                         |
| DELICIAS FC             | DELICIAS DE CONCEPCION     | DELICIAS DE CONCEPCION            |
| EF EL ROSARIO FC        | EL ROSARIO                 | EL ROSARIO                        |
| ATLANTE FC              | COL. LA PLANTA,JOCOAITIQUE | JOCOAITIQUE                       |
| JUVENTUD LOS QUEBRACHOS | CAS. QUEBRACHOS,EL RODEO   | JOCOAITIQUE                       |
| MILAN FC                | MEANGUERA                  | MEANGUERA                         |
| SAN FERNANDO FC         | SAN FERNANDO               | SAN FERNANDO                      |

Asociación Departamentales de Fútbol Aficionado USULUTÁN
Grupo 1
| Equipo            | Localidad                         | Municipio         |
| ----------------- | --------------------------------- | ----------------- |
| CD HURACAN        | BO. EL CALVARIO,CONCEPCION BATRES | CONCEPCION BATRES |
| CD PUMAS          | CAS. MONTEFRESCO,EL CAÑAL         | CONCEPCION BATRES |
| CD HALCON NEGRO   | CAS. MONTEFRESCO,EL CAÑAL         | CONCEPCION BATRES |
| MARFRAZAL         | HDA. EL CAÑAL,EL CAÑAL            | CONCEPCION BATRES |
| CD IMPALA         | HDA. EL CAÑAL,EL CAÑAL            | CONCEPCION BATRES |
| CD COLON ORIENTAL | EL PORVENIR                       | CONCEPCION BATRES |
| AD VENDAVAL       | HACIENDA NUEVA                    | CONCEPCION BATRES |
| ATLEllCO GUERRERO | CAS. EL GUERRERO,LA ANCHILA       | CONCEPCION BATRES |
| CD RENACIMIENTO   | CAS. LA BOMBA,LA ANCHILA          | CONCEPCION BATRES |
| KUBALA FC         | JUCUARAN                          | JUCUARAN          |
| CD AZUL PACIFICO  | CAS. EL ESPINO,EL JICARO          | JUCUARAN          |
| MARATON MARINO    | CAS. PUERTO CABALLO,EL JICARO     | JUCUARAN          |
| CD SAN MARTIN     | CAS. EL ALMENDRO,EL JUTAL         | JUCUARAN          |
| CD KOLONIA        | PIEDRA PACHA                      | EL TRANSITO       |

Grupo 2
| Equipo           | Localidad                       | Municipio   |
| ---------------- | ------------------------------- | ----------- |
| AD ATLANTICO     | ANALCO                          | EREGUAYQUIN |
| CD SAN ANTONIO   | CAS.LOS NARANJOS,LOS ENCUENTROS | EREGUAYQUIN |
| CD COSCAFE       | CAS.COSCAFE,EL NISPERO          | JUCUAPA     |
| CD REAL ESPAÑA   | CAS. LOS GONZALEZ,EL AMATE      | SANTA ELENA |
| CD REAL SOCIEDAD | EL AMATE                        | SANTA ELENA |
| UNION FC         | EL AMATE                        | SANTA ELENA |
| VENDAVAL FC      | CAS. MARCOS CHAVEZ,EL NANZAL    | SANTA ELENA |
| SPORT HEREDIANO  | LAS CRUCES                      | SANTA ELENA |
| CD SAN CARLOS    | MEJICAPA                        | SANTA MARIA |
| CD PEÑAROL       | PIEDRA ANCHA                    | EREGUAYQUIN |

Grupo 3
| Equipo                | Localidad                                      | Municipio    |
| --------------------- | ---------------------------------------------- | ------------ |
| ATLETICO CANDELARIA   | COL. DEUSEM,USULUTAN                           | USULUTAN     |
| CD LA CARRERA         | HDA. LA CARRERA,USULUTAN                       | USULUTAN     |
| CD REAL CANDELAREÑO   | COL. DEUSEM,USULUTAN                           | USULUTAN     |
| CD ATLETICO LA MERCED | COL. DEUSEM,USULUTAN                           | USULUTAN     |
| CD EL MILAGRO         | COL. EL MILAGRO,USULUTAN                       | USULUTAN     |
| LOS TOROS FC          | CAS. LOS TOROS,OJO DE AGUA                     | USULUTAN     |
| ADET                  | CAS. AZUL Y BLANCO,TALPETATE                   | USULUTAN     |
| CD VISTA HERMOSA      | COL. VISTA HERMOSA,JIQUILISCO                  | JIQUILISCO   |
| CD LA CARRERA         | HDA. LA CARRERA,SAN JOSE O HACIENDA LA CARRERA | JIQUILISCO   |
| AD EL TERCIO          | HDA. EL TERCIO,SAN JOSE O HACIENDA LA CARRERA  | JIQUILISCO   |
| CENTRAL LA POZA       | LA POZA                                        | OZATLAN      |
| CD CATERPILLAR        | ISLA SAN SEBASTIAN,SAN DIONISIO                | SAN DIONISIO |
| CD 11 TIBURONES       | CAS. BOTONCILLO 1,PUERTO PARADA                | USULUTAN     |
| CD ACEITUNO HANDAL    | SALINERA EL ACEITUNO,PUERTO PARADA             | USULUTAN     |
| ATLETICO BILBAO       | CAS. LOS LAZO,PUERTO PARADA                    | USULUTAN     |

Grupo 4
| Equipo                 | Localidad                                     | Municipio  |
| ---------------------- | --------------------------------------------- | ---------- |
| CD NUEVO IMPERIAL      | HDA. NORMANDIA,CRUZADILLA DE SAN JUAN         | JIQUILISCO |
| CD HACIENDA NUEVA      | EL PARAISO                                    | JIQUILISCO |
| CD AGUILAS MARINAS     | ISLA DE MENDEZ                                | JIQUILISCO |
| NAVEGACION Y PESCA     | CAS. LOS TOROS,ISLA DE MENDEZ                 | JIQUILISCO |
| CD SAN MARCO           | SAN MARCOS LEMPA                              | JIQUILISCO |
| CD BETELDEL PACIFICO   | COM. EL RETIRO,SAN MARCOS LEMPA               | JIQUILISCO |
| CD BRAZIL              | CAS. LA PAPALOTA,SAN MARCOS LEMPA             | JIQUILISCO |
| CD RIVER PLATE         | COM. MATA DE PIÑA,SAN MARCOS LEMPA            | JIQUILISCO |
| CD AMERICA JUVENIL     | CAS. LA NORIA,TIERRA BLANCA O NUEVA ESPERANZA | JIQUILISCO |
| JOISME F C.            | CAS. LA NORIA,TIERRA BLANCA O NUEVA ESPERANZA | JIQUILISCO |
| CD PUMAS TIERRA BLANCA | CAS. CENTRO,TIERRA BLANCA O NUEVA ESPERANZA   | JIQUILISCO |

Grupo 5
| Equipo                 | Localidad                                  | Municipio            |
| ---------------------- | ------------------------------------------ | -------------------- |
| CD NUEVO AURORA        | HDA. VALLE SAN JUAN,CRUZADILLA DE SAN JUAN | JIQUILISCO           |
| CD TITAN JUVENIL       | TABURETE JAGUAL                            | JIQUILISCO           |
| CD TERMOPILAS          | OZATLAN                                    | OZATLAN              |
| CD 11 ESTRELLAS MILPAS | CAS. LOS PLANES,JOYA DEL PILAR             | OZATLAN              |
| CD TRES PUNTOS DE ORO  | CAS. LOS PLANES,JOYA DEL PILAR             | OZATLAN              |
| CD LOS PERREADORES     | PUERTO EL TRIUNFO                          | PUERTO EL TRIUNFO    |
| CD EL SITIO            | SITIO DE SANTA LUCIA                       | PUERTO EL TRIUNFO    |
| CD SAN AGUSTIN         | SAN AGUSTIN                                | SAN AGUSTIN          |
| FAL                    | SAN FRANCISCO JAVIER                       | SAN FRANCISCO JAVIER |
| ADET EL TABLON         | EL TABLON                                  | SAN FRANCISCO JAVIER |
| AC MILAN PEÑA          | LA PEÑA                                    | SAN FRANCISCO JAVIER |
| CD 11 ESTRLLAS HORNOS  | LOS HORNOS                                 | SAN FRANCISCO JAVIER |

Grupo 6
| Equipo                       | Localidad                  | Municipio         |
| ---------------------------- | -------------------------- | ----------------- |
| CD 11 BERLINES               | BERLIN                     | BERLIN            |
| CD X9                        | EL POZON                   | CALIFORNIA        |
| TRIUNFEÑO FC                 | EL TRIUNFO                 | EL TRIUNFO        |
| CUSCATLAN A_D.REAL MERCEDEÑO | MERCEDES UMAÐA             | MERCEDES UMAÑA    |
| CD SAN CARLOS                | CAS. SAN CARLOS,EL DELIRIO | OZATLAN           |
| CD SANTIAGUEÑO               | SANTIAGO DE MARIA          | SANTIAGO DE MARIA |
| CD CONCEPCION                | TECAPAN                    | TECAPAN           |
| MUNICIPAL TECAPAN FENIX F.C. | TECAPAN                    | TECAPAN           |
| CD JICARENCE                 | EL JICARO                  | TECAPAN           |
| CD RAPIDO JUVENIL            | PASO DE GUALACHE           | TECAPAN           |

Grupo 7
| Equipo              | Localidad                                       | Municipio   |
| ------------------- | ----------------------------------------------- | ----------- |
| HALCONES FC         | COM, ANGELA MONTANO,JIQUILISCO                  | JIQUILISCO  |
| BAYER FC            | COL.NUEVA,CRUZADILLA DE SAN JUAN                | JIQUILISCO  |
| CD SAPRISA          | EL COYOLITO                                     | JIQUILISCO  |
| CD CALIFORNIA JR    | HDA. CALIFORNIA,TIERRA BLANCA O NUEVA ESPERANZA | JIQUILISCO  |
| ATLETICO CONCEPCION | TIERRA BLANCA O NUEVA ESPERANZA                 | JIQUILISCO  |
| CD GUADALUPANO JR   | OZATLAN                                         | OZATLAN     |
| OLIMPICO FC         | OZATLAN                                         | OZATLAN     |
| CD EL PALMITAL      | EL PALMITAL                                     | OZATLAN     |
| CD VILLA ESPAÑA     | SAN AGUSTIN                                     | SAN AGUSTIN |

Asociación Departamentales de Fútbol Aficionado SAN MIGUEL
Grupo 1
| Equipo                        | Localidad               | Municipio  |
| ----------------------------- | ----------------------- | ---------- |
| ONCE LOBOS FC                 | SAN ANDRES              | SAN MIGUEL |
| CD FLOR DE CAFÉ               | CONACASTAL              | CHINAMECA  |
| CD CONSTRUCTORES              | MONCAGUA                | MONCAGUA   |
| CD ATLETICO CHAPARRASTIQUE JR | MONCAGUA                | MONCAGUA   |
| CD PRIMERO DE MAYO            | EL CERRO                | MONCAGUA   |
| CD RACING JR                  | CAS. AMERICA,EL PAPALON | MONCAGUA   |
| CD AGAVE                      | EL PLATANAR             | MONCAGUA   |
| CD ALACRAN                    | TONGOLONA               | MONCAGUA   |
| CD NUEVA JUVENTUD             | TONGOLONA               | MONCAGUA   |
| CD QUELEPENSE                 | QUELEPA                 | QUELEPA    |
| CD SAN JOSE                   | SAN JOSE                | QUELEPA    |

Grupo 2
| Equipo                       | Localidad                        | Municipio            |
| ---------------------------- | -------------------------------- | -------------------- |
| FC LA PALMA                  | MIRAFLORES                       | SAN MIGUEL           |
| CD REVELACION JUVENIL        | CAS. LOS RANCHOS,MIRAFLORES      | SAN MIGUEL           |
| CD ONCE JUVENIL              | CAS.LA TABLAS,MIRAFLORES         | SAN MIGUEL           |
| CD COSTA AZUL                | CAS.EL CEDRAL,MIRAFLORES         | SAN MIGUEL           |
| ESCUELA PERLAS FC            | SAN ANTONIO SILVA                | SAN MIGUEL           |
| CD LOS VENADOS               | SAN ANTONIO SILVA                | SAN MIGUEL           |
| ACADEMIA DE FUTBOL EL CARMEN | EL CARMEN                        | EL CARMEN, LA UNION  |
| CD REAL ESPAÑA               | CAULOTILLO                       | EL CARMEN, LA UNION  |
| D.P FLOR DE BRASIL           | EL PICHE                         | EL CARMEN, LA UNION  |
| CD ATLETICO BUENOS AIRES     | COL.BENDICION DE DIOS,YAYANTIQUE | YAYANTIQUE, LA UNION |
| CD AGUILA JUVENIL            | CAS. COFRADIA NUEVA,LOS AMATES   | YAYANTIQUE, LA UNION |
| CD ONCE ORIENTAL             | CAS. COFRADIA NUEVA,LOS AMATES   | YAYANTIQUE, LA UNION |

Grupo 3
| Equipo                      | Localidad                         | Municipio |
| --------------------------- | --------------------------------- | --------- |
| CD FUERTE SAN FRANCISCO R&R | COL. MILAGRO DE LA PAZ,SAN MIGUEL |           |
| CD AZUL Y BLANCO            | CAS. LA CRUZ,EL AMATE             |           |
| CD CHARLAIX                 | LA PUERTA                         |           |
| CD SOL DE MARZO             | CAS. LAS CUESTAS,LAS LOMITAS      |           |
| CD UTAM                     | MONTE GRANDE                      |           |
| CD FUERTE GUADALUPANO       | CAS. GUDALUPE,EL AMATE            |           |
| CD CIPRES ORIENTAL          | CAS. EL CIPRES,EL NIÐO            |           |
| CD LIVERPOOL                | CAS. LA CEIBA,EL NIÐO             |           |
| CD FUERTE SAN ANTONIO       | CAS. LA ERMITA,EL NIÐO            |           |
| CD DELFINES                 | SAN ANDRES                        |           |
| CD CUSCATLAN                | CAS. LAS LOMITAS,LAS LOMITAS      |           |
| CD ESPAÑA SANTA LUCIA       | CAS. SANTA LUCIA,LAS LOMITAS      |           |

Grupo 4

| Equipo                  | Localidad                    | Municipio  |
| ----------------------- | ---------------------------- | ---------- |
| HEREDIANO FC            | EL BRAZO                     | SAN MIGUEL |
| CD REAL MADRID          | CAS. TALPETATE,EL TECOMATAL  | SAN MIGUEL |
| APANECA FC              | LA CANOA                     | SAN MIGUEL |
| CD MARATHON             | SAN CARLOS EL AMATE          | SAN MIGUEL |
| CD CRUZEIRO             | SAN JOSE GUALOZO             | CHIRILAGUA |
| CD REAL TIERRA BLANCA   | TIERRA BLANCA                | CHIRILAGUA |
| VALENCIA FC             | CAS. TECOMATAL,EL TECOMATAL  | SAN MIGUEL |
| CD ATLETICO MORALENSE   | CAS. EL MORAL,EL TECOMATAL   | SAN MIGUEL |
| CD ONCE AGUILAS DEL SUR | CAS. LA CANTORA,EL TECOMATAL | SAN MIGUEL |
| CD AGUILAS DORARAS      | HDA, CASAMOTA,EL BRAZO       | SAN MIGUEL |

Grupo 5
| Equipo                 | Localidad                    | Municipio       |
| ---------------------- | ---------------------------- | --------------- |
| CD ATLETICO SANTA INES | COL. SANTA INES,SAN MIGUEL   | SAN MIGUEL      |
| CD REAL SAN PABLO      | COL. SAN PABLO,SAN MIGUEL    | SAN MIGUEL      |
| MEGA CLUTCH FC         | COL. SANTA LUISA,SAN MIGUEL  | SAN MIGUEL      |
| CD INTERNACIONAL       | EL NIÐO                      | SAN MIGUEL      |
| CD ZAPRIVAS JR         | EL SALITRE,EL SITIO          | SAN MIGUEL      |
| CD AMERICA CENTRAL     | EL ZAMORAN                   | SAN MIGUEL      |
| CD ULUA                | COMACARAN                    | COMACARAN       |
| CD GUADALUPANO         | NUEVA GUADALUPE              | NUEVA GUADALUPE |
| OBRAJUELO FC           | EL OBRAJUELO                 | QUELEPA         |
| CD DRAGON              | ULUAZAPA                     | ULUAZAPA        |
| CD AGUILA              | COL. SANTA EMILIA,SAN MIGUEL | SAN MIGUEL      |
| CD BELEN SANTA EMILIA  | COL. SANTA EMILIA,SAN MIGUEL | SAN MIGUEL      |

Grupo LOLOTIQUE
| Equipo                | Localidad                | Municipio |
| --------------------- | ------------------------ | --------- |
| CD FUERTE SAN ANTONIO | BO.SAN ANTONIO,LOLOTIQUE | LOLOTIQUE |
| TRINIDAD FC           | LOLOTIQUE                | LOLOTIQUE |
| LAS LAJAS FC          | CAS.LAS LAJAS,AMAYA      | LOLOTIQUE |
| SANTA LUCIA FC        | CAS.LAS LAJAS,AMAYA      | LOLOTIQUE |
| CD GITANO JUVENIL     | CAS. EL MOGOTE,AMAYA     | LOLOTIQUE |
| CD FUERTE SAN MARTIN  | EL JICARO                | LOLOTIQUE |
| CD ALIANZA JUVENIL    | EL PALON                 | LOLOTIQUE |
| CD FUERTE SAN JOSE    | EL PALON                 | LOLOTIQUE |

Grupo A  EL TRÁNSITO
| Equipo                      | Localidad                       | Municipio   |
| --------------------------- | ------------------------------- | ----------- |
| CD SAN CARLOS               | EL TRANSITO                     | EL TRANSITO |
| CD 11 ESTRELLAS             | EL TRANSITO                     | EL TRANSITO |
| CD NUEVO RENACIMIENTO       | CALLE NUEVA                     | EL TRANSITO |
| CD AMERICA JUVENIL          | LLANO EL COYOL                  | EL TRANSITO |
| CD BRISAS DE CHAPARRASTIQUE | LLANO EL COYOL                  | EL TRANSITO |
| CD AMERICA CENTRAL          | LLANO EL COYOL                  | EL TRANSITO |
| CD REAL ESPAÑA              | LLANO EL COYOL                  | EL TRANSITO |
| ATLETICO SAN LUIS           | PRIMAVERA O MEANGULO            | EL TRANSITO |
| CD NUEVO SAN RAFAEL         | CAS. EL GUAYABO,RODEO DE PEDRON | SAN RAFAEL  |
| CD SANTA CLARA CITY         | SANTA CLARA                     | SAN RAFAEL  |

Grupo B  EL TRÁNSITO
| Equipo                | Localidad                    | Municipio  |
| --------------------- | ---------------------------- | ---------- |
| CD RAYOS DE ORIENTE   | CHAMBALA                     | CHINAMECA  |
| CD 11 MILLONARIOS     | JOYA DE VENTURA              | SAN JORGE  |
| CD FLOR DE CAÑA       | LA CEIBA                     | SAN JORGE  |
| CD DOLLAR             | SAN JULIAN                   | SAN JORGE  |
| CD RIOS DE PLATA      | CAS. MOGOTE,SAN JULIAN       | SAN JORGE  |
| CD LIBERAL CITY       | SAN RAFAEL                   | SAN RAFAEL |
| CD GOLONDRINA JUVENIL | SAN RAFAEL                   | SAN RAFAEL |
| CD RENACIMIENTO 80    | CAS. PIEDRA AZUL,PIEDRA AZUL | SAN RAFAEL |
| CD UNION SALVADOREÑA  | CAS. EL CHIRRION,PIEDRA AZUL | SAN RAFAEL |
| CD YUCAS JUVENIL      | CAS. EL CHIRRION,PIEDRA AZUL | SAN RAFAEL |